# Josef Klimeš
Josef Klimeš (15. ledna 1928 Měřín – 12. ledna 2018 Praha) byl český sochař.

## Život
V roce 1947 maturoval na reálném gymnáziu ve Velkém Meziříčí. Poté pokračoval ve studiu na Karlově univerzitě, obor Dějiny umění a estetika. Soukromě modeloval u profesora Karla Lidického. V letech 1949 až 1954 pracoval na Akademii výtvarného umění v ateliéru Jana Laudy.
V letech 1954–6 absolvoval vojenskou službu. Po skončení základní vojenské služby pracoval pro zavedené sochaře a následně se stal jedním z autorů realizace českého pavilonu na výstavě Expo 58. Mezi lety 1960 a 1970 působil ve skupině Etapa. V roce 1991 se stal členem spolku výtvarných umělců Mánes. Od roku 1994 do roku 1997 působil jako pedagog na Fakultě architektury ČVUT.

## Realizace

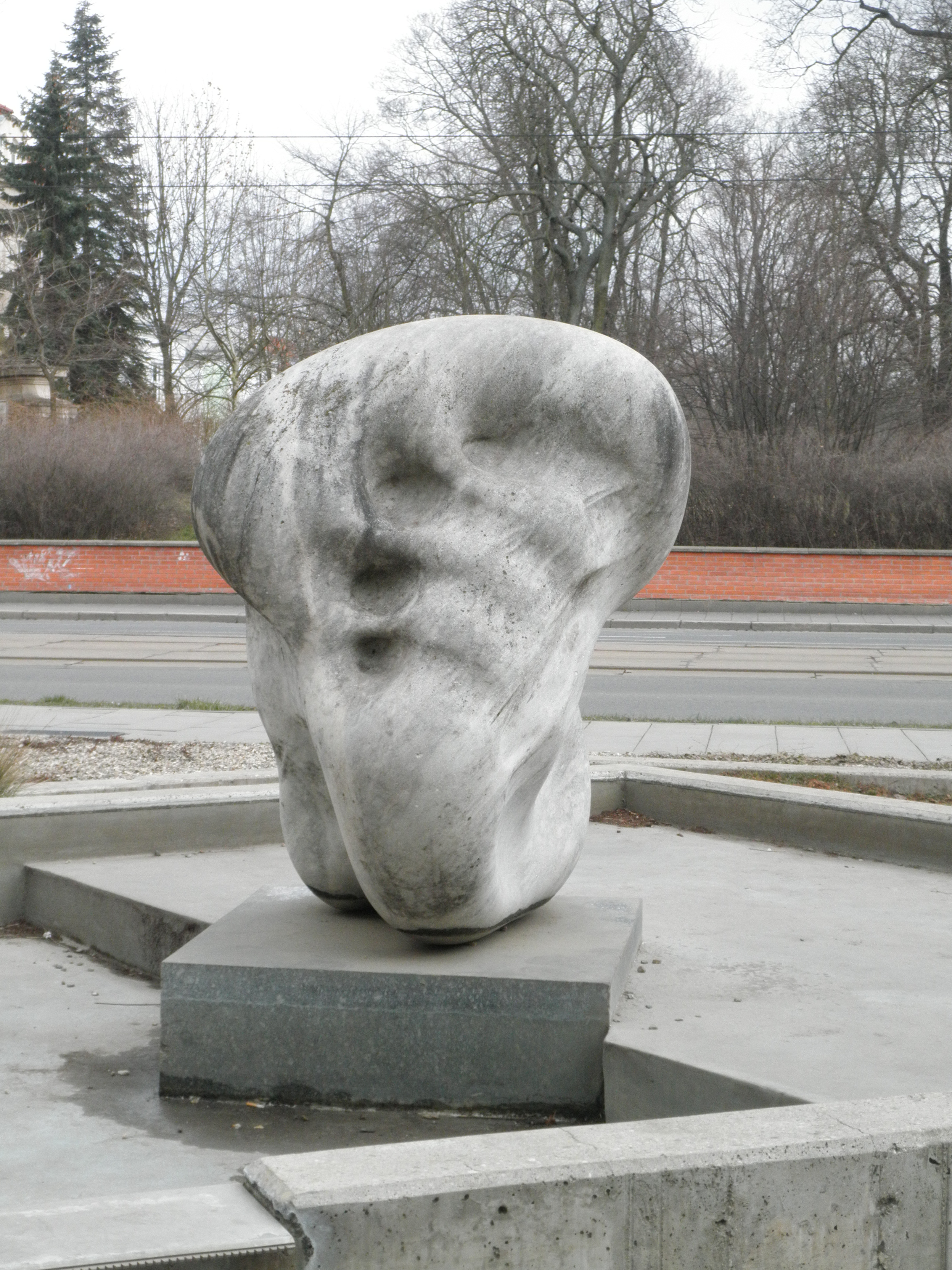
Ruce IV (1968), Olomouc

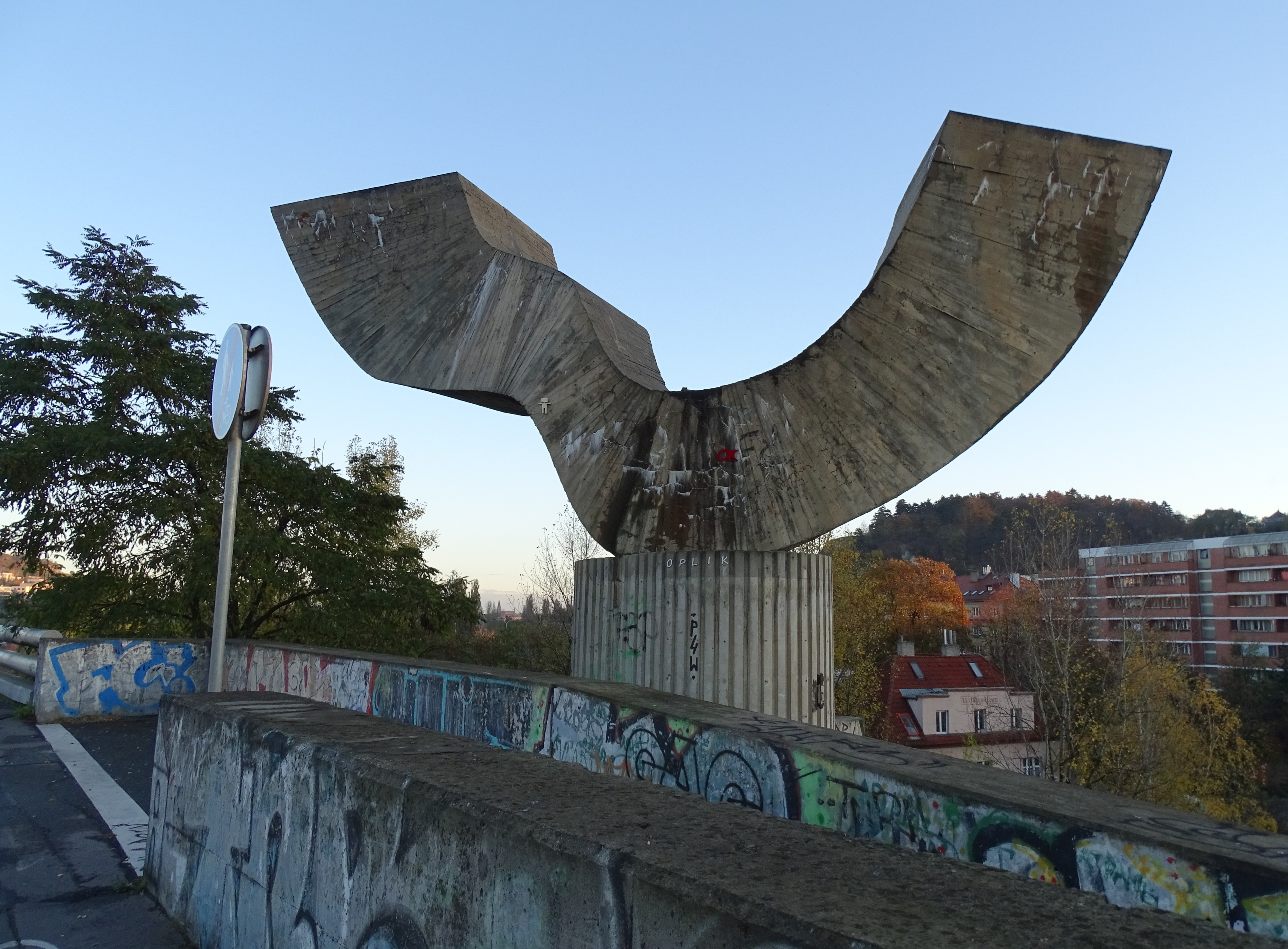
Plastika Rovnováha (1989), Barrandovský most, Praha

- Každý má právo na vzdělání, nám. T. G. Masaryka, Unhošť, spoluautor Čestmír Mudruňka, předlohou původní bronzové plastiky Zamilovaný pár pro EXPO 58 byli herečka Milena Glogarová a sochař Václav Frýdecký, odhalení 3. prosince 1961[3]
- Památník občanům zastřeleným poslední den války ve Velkém Meziříčí (1965), žula
- Pomník obětem obou světových válek pro Žirovnici (1965), mrákotínská žula
- Dvanáct měsíců (1969)
- Biologické těleso (1970), Most
- Vlasy ve větru (1981), spoluautor arch. Černický, bílý jugoslávský mramor, Praha-Bulovka
- Busta Jiřího Trnky (1982), bronz, mramor, Praha-Barrandov
- Vltava (1982), negativní reliéf vodního toku na stěně a dva pylony výšky 480 cm, litý beton, spoluautor arch. Filsak, Dělnická ul., Praha-Holešovice
- Patníky (1987), betonové plastiky, Praha-Žižkov
- Křídlo (1988), nanášený beton, hotel President, nám. Curieových, Praha
- Otisk letu ptáka (1988), spoluautor arch. Stašek, dusaný bílý beton, před VŠ na bohnickém sídlišti v Praze
- Rovnováha (1989), litý beton, Barrandovský most, Praha
- Fontána Divoženky a poletuchy (1992), Františkánská zahrada, Praha

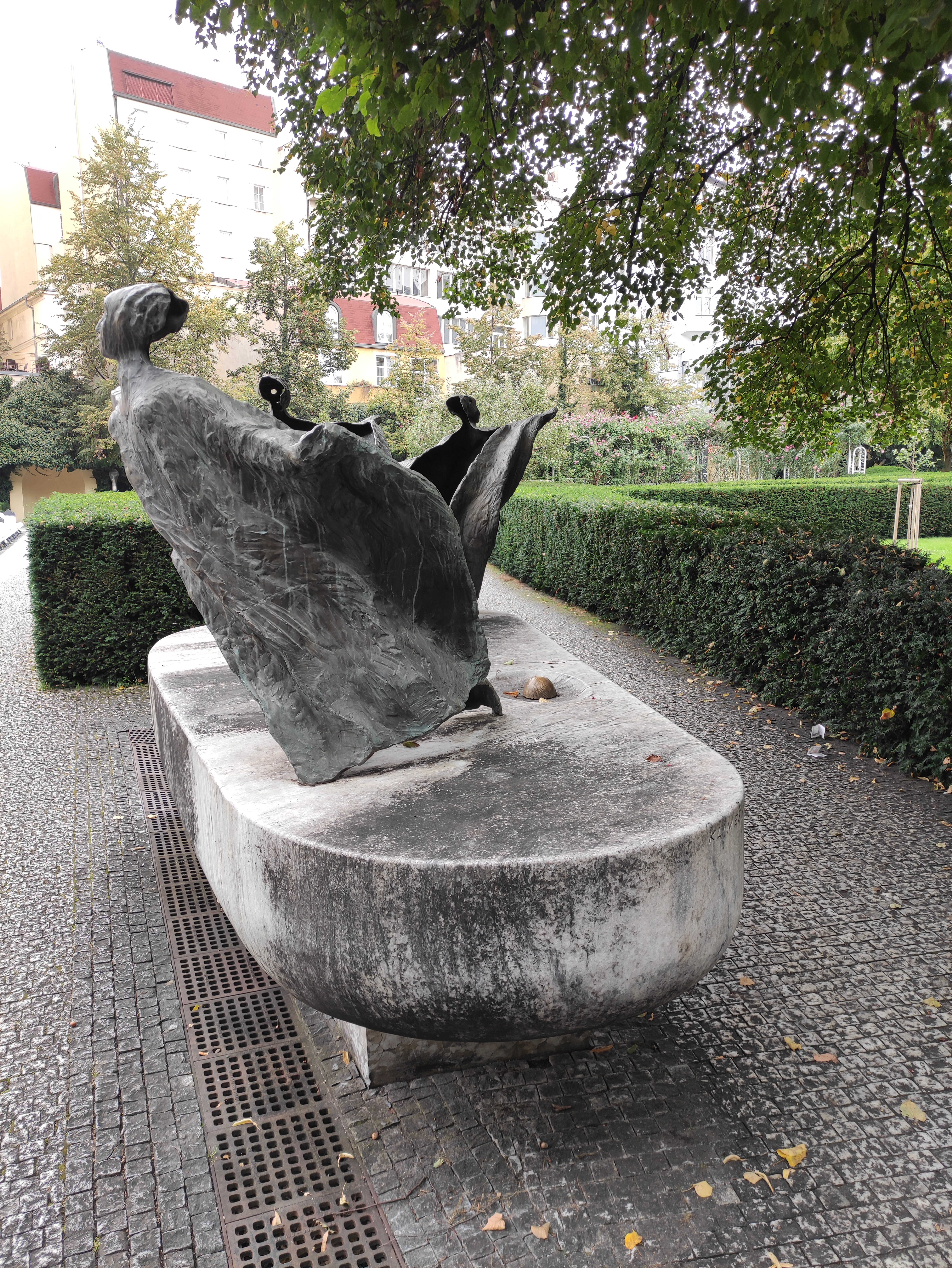
Fontána Divoženky a poletuchy

## Ocenění
- 1958 Grand Prix za plastiku Zamilovaný pár pro EXPO 58
- 1967 1. cena a zadání pro plastiku do vstupní haly nového parlamentu (po Srpnu 68 stornováno)
- 1967 Hlavní cena za plastiku "Otisky" na výstavě Flora Olomouc
- 1969 Cena M. B. Brauna na výstavě Socha a město za soubor mramorových plastik "Dvanáct měsíců"
- 1984 1. cena a zadání v soutěži na sochařskou výzdobu stanice metra Holešovice